# セントルイス市長
セントルイス市長は、アメリカ合衆国のミズーリ州セントルイスの首長（市長）である。

## 選挙
任期は当初は1年で、1859年の新都市憲章採択後は2年である。市のセントルイス郡からの分離後は現在の4年に延長された。再任の制限は無い。

## 代行者
市長職が空席になった場合は市議会議長が代理を務め、議長が不在の場合は副議長が務める。

## 一覧
| #  | 氏名                                    | 着任           | 離任           | 政党             |
| -- | --------------------------------------- | -------------- | -------------- | ---------------- |
| 1  | ウィリアム・カー・レーン                | 1823年4月14日  | 1829年4月14日  | 無所属           |
| 2  | ダニエル・ペイジ                        | 1829年4月14日  | 1833年11月11日 | 無所属           |
| 3  | ジョン・ W・ジョンソン                  | 1833年11月11日 | 1835年4月14日  | ホイッグ党       |
| 4  | ジョン・フレッチャー・ダービー          | 1835年4月14日  | 1837年10月31日 | ホイッグ党       |
| ―  | ウィルソン・プリム                      | 1837年10月31日 | 1837年11月15日 | ホイッグ党       |
| 1  | ウィリアム・カー・レーン                | 1837年11月15日 | 1840年4月14日  | ホイッグ党       |
| 4  | ジョン・フレッチャー・ダービー          | 1840年4月14日  | 1841年4月13日  | ホイッグ党       |
| 5  | ジョンD・ダゲット                       | 1841年4月13日  | 1842年4月12日  | ホイッグ党       |
| 6  | ジョージ・マグワイア                    | 1842年4月12日  | 1843年4月11日  | 民主党           |
| 7  | ジョン・ ワイマー                       | 1843年4月11日  | 1844年4月9日   | 民主党/労働党    |
| 8  | バーナード・プラット                    | 1844年4月9日   | 1846年4月14日  | ホイッグ党       |
| 9  | ピーター・G・カムデン                   | 1846年4月14日  | 1847年4月13日  | ノウ・ナッシング |
| 10 | ブライアン・マランフィー                | 1847年4月13日  | 1848年4月11日  | 民主党           |
| 11 | ジョン・クラム                          | 1848年4月11日  | 1849年4月10日  | 民主党           |
| 12 | ジェームズ・G・バリー                   | 1849年4月10日  | 1850年4月9日   | 民主党           |
| 13 | ルーサー・マーティン・ケネット          | 1850年4月9日   | 1853年4月12日  | ホイッグ党       |
| 14 | ジョン・ハウ                            | 1853年4月12日  | 1855年4月10日  | 民主党           |
| 15 | ワシントン・キング                      | 1855年4月10日  | 1856年4月15日  | ノウ・ナッシング |
| 14 | ジョン・ハウ                            | 1856年4月15日  | 1857年4月14日  | 民主党           |
| 7  | ジョン・ワイマー                        | 1857年4月14日  | 1858年4月13日  | 解放党           |
| 16 | オリヴァー・フィレー                    | 1858年4月13日  | 1861年4月9日   | 共和党           |
| 17 | ダニエル・G・テイラー                   | 1861年4月9日   | 1863年4月14日  | 连合反黒人共和党 |
| 18 | ショーンシー・フィレー                  | 1863年4月14日  | 1864年3月19日  | 共和党           |
| ―  | ファーディナンド・W・クローネンボールド | 1864年3月19日  | 1864年4月11日  |                  |
| 19 | ジェームズ・S・トーマス                 | 1864年4月11日  | 1869年4月13日  | 共和党           |
| 20 | ネイサン・コール                        | 1869年4月13日  | 1871年4月11日  | 共和党           |
| 21 | ジョーゼフ・ブラウン                    | 1871年4月11日  | 1875年4月13日  | 戦争民主党       |
| 22 | アーサー・バレット                      | 1875年4月13日  | 1875年4月24日  | 民主党           |
| ―  | ハーマン・レクティーン                  | 1875年4月24日  | 1875年5月29日  |                  |
| 23 | ジェームズ・H・ブリトン                 | 1875年5月29日  | 1876年2月9日   | 民主党           |
| 24 | ヘンリー・オーヴァーストルズ            | 1876年2月9日   | 1881年4月19日  | 無所属           |
| 25 | ウィリアム・L・ユーイング               | 1881年4月16日  | 1885年4月21日  | 共和党           |
| 26 | デヴィッド・ローランド・フランシス      | 1885年4月21日  | 1889年4月16日  | 民主党           |
| 27 | エドワード・A・ヌーナン                 | 1889年4月16日  | 1893年4月18日  | 民主党           |
| 28 | サイラス・ウォルブリッジ                | 1893年4月18日  | 1897年4月20日  | 共和党           |
| 29 | ヘンリー・ジーゲンハイン                | 1897年4月20日  | 1901年4月16日  | 共和党           |
| 30 | ロラ・ウェルズ                          | 1901年4月16日  | 1909年4月20日  | 民主党           |
| 31 | フレデリック・クライスマン              | 1909年4月20日  | 1913年4月15日  | 共和党           |
| 32 | ヘンリー・キール                        | 1913年4月15日  | 1925年4月21日  | 共和党           |
| 33 | ヴィクター・J・ミラー                   | 1925年4月21日  | 1933年4月18日  | 共和党           |
| 34 | バーナード・F・ディックマン             | 1933年4月18日  | 1941年4月15日  | 民主党           |
| 35 | ウィリアム・D・ベッカー                 | 1941年4月15日  | 1943年8月1日   | 共和党           |
| 36 | アロイス・P・カウフマン                 | 1943年8月1日   | 1949年4月19日  | 共和党           |
| 37 | ジョーゼフ・ダースト                    | 1949年4月19日  | 1953年4月21日  | 民主党           |
| 38 | レイモンド・タッカー                    | 1953年4月21日  | 1965年4月20日  | 民主党           |
| 39 | アルフォンソ・セルヴァンテス            | 1965年4月20日  | 1973年4月17日  | 民主党           |
| 40 | ジョン・ ポーカー                       | 1973年4月17日  | 1977年4月19日  | 民主党           |
| 41 | ジェームズ・F・コンウェイ               | 1977年4月19日  | 1981年4月21日  | 民主党           |
| 42 | ヴィンセント・C・ショーメル             | 1981年4月21日  | 1993年4月20日  | 民主党           |
| 43 | フリーマン・ボズリー                    | 1993年4月20日  | 1997年4月15日  | 民主党           |
| 44 | クラレンス・ハーモン                    | 1997年4月15日  | 2001年4月17日  | 民主党           |
| 45 | フランシス・スレイ                      | 2001年4月17日  | 2017年4月17日  | 民主党           |
| 46 | リダ・クルーソン                        | 2017年4月17日  | 2021年4月20日  | 民主党           |
| 47 | ティシャウラ・ジョーンズ                | 2021年4月20日  | 2025年4月15日  | 民主党           |
| 48 | カーラ・スペンサー                      | 2025年4月15日  | （現職）       | 民主党           |